# 凱爾加核能發電廠
凱爾加核能發電廠是一座位於印度卡納塔克邦凱爾加的核能發電廠，位於卡利納迪河河畔，於2000年11月16日開始商業運轉至今。整個核能發電廠有四個核反應爐，最後一座核反應爐完工於2010年11月27日，較早的兩座核反應爐位於西側、較新的兩座核反應爐位於東側，每一座核反應爐均屬於小型加拿大氘鈾核反應爐，都只能產生220 MW的發電量。

## 歷史
2010年11月27日起四座核能發電爐都正式商業運轉，2011年1月19日起，凱爾加核能發電廠的核反應爐開始串聯上印度南區電網，也正式成為印度第三大的核能發電廠，僅次於塔拉普爾核能發電廠（1400 MW）與拉瓦特巴塔核能發電廠（1180 MW）。核反應爐使用卡納塔克邦、安得拉邦、喀拉拉邦、泰米爾納德邦和本地治里的國內鈾礦。
另外有兩座計畫中的700 MW重水反應爐 截至February 2017年，目前已經進入計畫階段，如果沒有意外，其中之一將於2024~2025年左右建成。

## 意外
在2009年大約有100名員工被濃度增加的氚所汙染，事情可能肇因於對公司不滿的員工，不過最終沒有人被逮捕。